# Dublino
Dublino (makedonsky Дублино) je historická vesnice v Severní Makedonii. Nachází se v opštině Demir Kapija ve Vardarském regionu. Území spadá pod správu vesnice Bistrenci.

## Geografie
Dublino se nacházelo nad vesnicí Bistrenci a téměř se jí dotýkalo nad ústím řeky Vardaru. Na území bývalé obce vyvěrají prameny Stubulski a Belački, v samotné vesnici pak bylo několik fontán a studní.
Hlavní činností obyvatel ve vesnici bylo zemědělství.

## Historie
V Dublinu žilo až do roku 1913 křesťanské obyvatelstvo, po kterém zde zůstal kostel a hřbitov.
Podle záznamů Vasila Kančova z roku 1900 zde žilo 300 obyvatel.